# Tomoya Koyamatsu
Tomoya Koyamatsu (jap. 小屋松 知哉, Koyamatsu Tomoya; * 24. April 1995 in Kumiyama, Präfektur Kyōto) ist ein japanischer Fußballspieler.

## Karriere
Tomoya Koyamatsu erlernte das Fußballspielen in der Schulmannschaft der Tachibana High School. Seinen ersten Vertrag unterschrieb er 2014 bei Nagoya Grampus. Der Verein aus Nagoya, einer Hafenstadt in der Präfektur Aichi auf der Insel Honshū, spielte in der höchsten Liga des Landes, der J1 League. 2014 spielte er dreimal in der J.League U-22 Selection. Diese Mannschaft, die in der dritten Liga, der J3 League, spielte, setzte sich aus den besten Nachwuchsspielern der höherklassigen Vereine zusammen. Das Team wurde mit Blick auf die Olympischen Sommerspiele 2016 in Rio de Janeiro gegründet. Die Auswahl der Spieler erfolgte auf wöchentlicher Basis aus einem Pool, für den jeder Verein förderungswürdige Talente benennen konnte; die Zusammensetzung der Mannschaft variierte daher sehr stark von Spiel zu Spiel. Nach 29 Spielen für Nagoya wechselte er Anfang 2017 zu Kyōto Sanga. Mit dem Club aus Kyōto spielte er in der zweiten Liga, der J2 League. Bis 2019 stand er für Kyōto 116-mal auf dem Spielfeld. Anfang 2020 wurde er vom Erstligisten Sagan Tosu aus Tosu unter Vertrag genommen. Für Sagen stand er 70-mal in der ersten Liga auf dem Spielfeld. Im Januar 2022 wechselte er ablösefrei zum Ligakonkurrenten Kashiwa Reysol.